# Parathemistus orbicollis
Parathemistus orbicollis är en skalbaggsart som först beskrevs av Carter 1937.  Parathemistus orbicollis ingår i släktet Parathemistus och familjen långhorningar. Inga underarter finns listade i Catalogue of Life.